# Vườn bang Frozen Head
Khu vực tự nhiên và Vườn bang Frozen Head là một vườn bang nằm tại Quận Morgan, Tennessee, miền đông nam Hoa Kỳ. Công viên nằm ở dãy núi Crab Orchard, giữa thành phố Wartburg và cộng đồng dân cư ở Petros, bao gồm một số đỉnh núi cao nhất ở tây Tennessee của dãy Blue Ridge.
Vườn bang có diện tích 24.000 mẫu Anh (97 km2), trong đó có 330 mẫu Anh (1,3 km2) được phân loại như là một khu vực tự nhiên của bang. Địa hình thay đổi từ 1.300 ft (400 m) tới 3.000 ft (910 m), với khoảng 14 đỉnh núi có chiều cao đạt từ 3.000 foot (910 m) trở lên. Cái tên của vườn bang được lấy từ tên của Frozen Head, đỉnh núi cao nhất trong vườn bang tại 3.324 foot (1.013 m). Tên của đỉnh núi được thấy rõ nét trong những tháng lạnh hơn, khi tuyết trắng bao phủ. Tại đỉnh núi, người ta có thể thấy được thông suốt về Đông Tennessee, bao gồm các phần của cao nguyên Cumberland, thung lũng Tennessee và cả các thung lũng của dãy núi Great Smoky.

## Địa lý

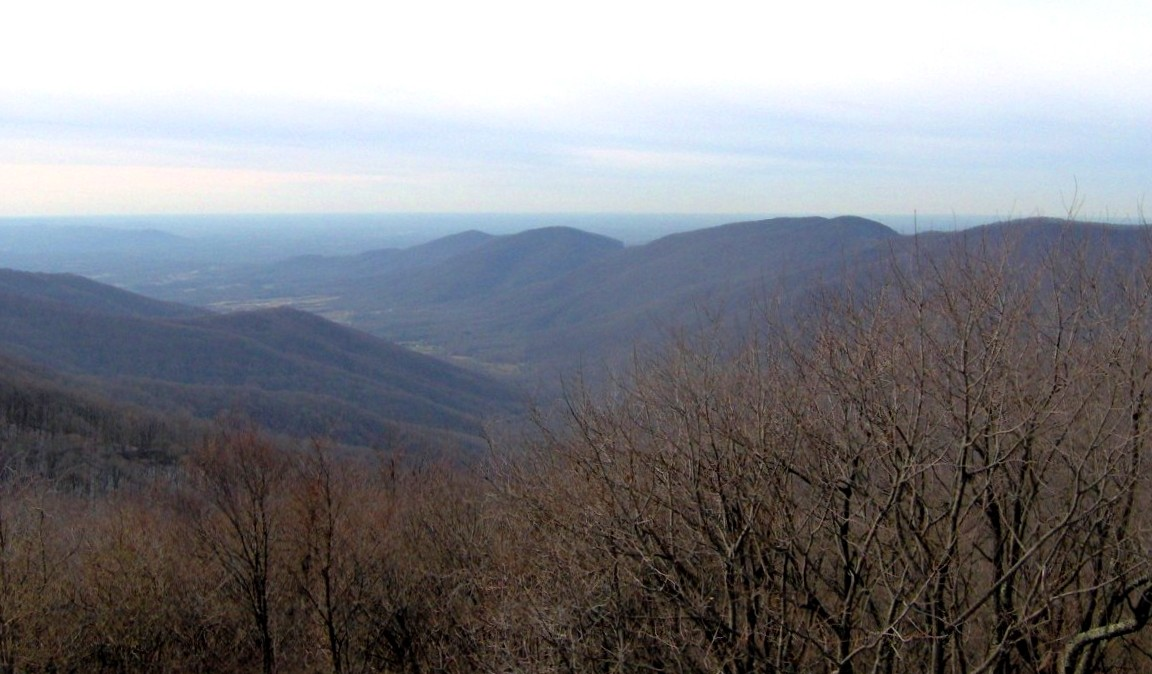
Thung lũng Flat Fork, nhìn về phía tây từ đỉnh Frozen Head

Dãy núi Crab Orchard tăng dần về độ cao dọc theo cao nguyên Cumberland, về phía tây của cao nguyên là vách đá dựng đứng Walden Ridge, phía bắc là thung lũng Sequatchie, và bao gồm các phần cực nam của dãy núi Cumberland. Dãy núi có địa chất chủ yếu là sa thạch Đại Cổ sinh và đá phiến sét thời kỳ Pennsylvania hình thành khoảng 300 triệu năm trước. Mặc dù chúng còn khá trẻ so với đá nham thạch Tiền Cambri của dãy núi Appalachian ở phía đông, nhưng cả hai hệ thống núi đều hình thành trong kiến tạo Alleghanian, khi mảng Bắc Mỹ và châu Phi va chạm.
Vườn bang Frozen Head nằm tập trung dọc theo thung lũng Flat Fork, là phần đất cuối cùng giữa hai dãy núi Bird và Old Mac. Trùng với tên của thung lũng, sông Flat Fork tăng dần về sườn phía nam của dãy Bird trước khi đổ vào Crooked Fork gần Wartburg. Flat Fork cùng với hầu hết các con suối trong vườn bang sau đó đều đổ vào sông Emory.
Frozen Head, ngọn núi cao nhất nằm ở gần trung tâm của vườn bang. Ngọn núi chóp một sườn núi nhô lên ở phía nam của Đường Cao tốc bang 62.

## Khu vực tự nhiên bang

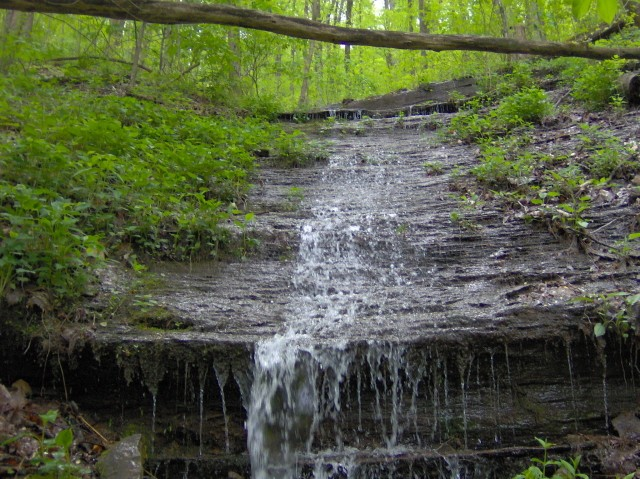
Một con suối trên sườn phía bắc của dãy núi Old Mac.

Năm 1988, phần lớn diện tích của vườn bang Frozen Head đã được phân loại như là một khu vực tự nhiên của bang. Khu vực bên ngoài có diện tích 330 mẫu Anh (1,3 km2) tại hợp lưu của Flat Fork và Judge Branch là văn phòng của công viên và nơi được phép cắm trại. Cùng với một sự chỉ định trước đó là một rừng bang, cho phép sinh cảnh rừng trưởng thành phát triển.
Các khu rừng tại phần thấp hơn của vườn bang là rừng hỗn giao các loài thực vật sống trong môi trường có độ ẩm vừa, bao gồm Thiết sam, thích, dương tulip, sồi và mại châu. Khi độ cao tăng dần, các loài thực vật khác nhường chỗ cho các khu rừng sồi và dương tulip. Các đỉnh núi cao hơn thì sồi đá và thông lá ngắn là hai loài chiếm ưu thế.

## Tính năng chính
Vườn bang bao gồm một số đỉnh núi cao nhất phía tây Tennessee, bao gồm Frozen Head cao 3.324 foot (1.013 m), Chimney Top cao 3.120 foot (950 m), dãy núi Bird cao 3.142 foot (958 m), Old Mac cao 3.132 foot (955 m) và Mart Fields cao 3.132 foot (955 m). Tại đây cũng có các thác nước nằm trên sông Flat Fork rất đẹp. Ngoài ra, tại đây có chứa những địa điểm lịch sử về hoạt động săn bắn và khai thác gỗ cuối thế kỷ 19, đầu thế kỷ 20.